# لي هان
لي هان هو كاتب سيناريو ومخرج كوري الجنوبي، ولد في 1970 في كوريا الجنوبية.

## وصلات خارجية
- لي هان على موقع IMDb (الإنجليزية)
- لي هان على موقع أول موفي (الإنجليزية)
- لي هان على موقع قاعدة بيانات الفيلم (الإنجليزية)